# Algemeene Kaart van Nederlandsch Oost-Indië
De Algemeene Kaart van Nederlandsch Oost-Indië (1842) vervaardigd door Gijsbert Franco von Derfelden van Hinderstein, is de eerste topografische kaart met de bestuurlijke indeling van de gehele Nederlands-Indische Archipel zoals dit eilandenrijk tussen de jaren 1820 en 1840 successievelijk onder Nederlands gezag werd gebracht.

## Belang
De kaart voorzag in een behoefte in Indië en in het moederland, maar wegens de hoge prijs waren er slechts weinig kopers, zodat in 1850 door het Ministerie van Koloniën werd besloten de prijs van ƒ60 per set te verminderen tot ƒ8.
De kaart legde de witte plekken vast in de topografische informatie over dit gebied en was daardoor een prikkel om tot een meer verantwoorde wijze van systematische opnemingen te komen.

## Project
Het project van de ‘Algemeene Kaart’ liep van 1827 tot 1847.
In 1828 verzocht Gijsbert Franco von Derfelden van Hinderstein aan koning Willem I Zijne Majesteit een kaart te mogen opdragen die hij wilde tekenen van de "Oosterse bezittingen". 
Met hulp van zijn vriend Van der Capellen, de oud-gouverneur-generaal van Nederlands Oost-Indië, en J.C. Baud, in 1828 ambtenaar aan het Ministerie van Koloniën die daartoe opdracht had gekregen van de koning, verzamelde hij zo veel mogelijk recente de gehele archipel dekkende informatie. Van Van der Capellen kreeg hij ca.160 kaarten in bruikleen en via het Ministerie ca.170. Via het netwerk van Van der Capellen kon hij bovendien nog eens over ca.30 manuscripten beschikken van allerlei opnemers in de Indische archipel.
Bovendien maakte hij gebruik van Engelse en Franse gedrukte kaarten van de archipel, die hij in eigen bezit had.
Van de aangeboden manuscriptkaarten vervaardigde hij zeer getrouwe kopieën of - al naargelang de behoefte - extracten. Deze kopieën en extracten zijn in 1891 door [Roland Bonaparte] bij Frederik Muller en Co. te Amsterdam gekocht, en worden thans bewaard in het Département des Cartes et Plans van de Bibliothèque nationale de France te Parijs. Op de kopieën en extracten plaatste Von Derfelden aantekeningen die gezamenlijk een beeld geven van zijn werkwijze.
Dit materiaal van zeer verschillende schaal en lengte-aanduidingen moest hij vervolgens op de gewenste schaal en lengte overbrengen. 
Gaandeweg het project werden vanuit het ministerie van Koloniën aan de kaart andere eisen gesteld: van aanvankelijk een kaart met de afmetingen 76 × 117 cm die het aardoppervlak afbeeldde van 10°N.B. tot 12°Z.B. en van 95° tot 134°O.L., kwam men via een aantal tussenstappen tot de huidige afmeting van 160 × 240 cm met het kaartbeeld van 10°N.B. tot 12°Z.B. en van 95° tot 141°O.L. De kaart bestaat uit acht bladen en een verzamelingsblad.  De kaart werd voorzien van 26 voornamelijk hydrografische bijkaarten.
Von Derfelden heeft van 1827 tot 1837 zich met de realisering van het moedermanuscript beziggehouden; wegens voortgaande toezending van exacter geo-materiaal vanuit Indië was Von Derfelden in de jaren 1831-1837 voornamelijk bezig om zijn kaartbeeld aan te passen. In 1838-1839 werd een overtekening vervaardigd bij het Topografisch Bureau, waarna in 1840-1843 de koperplaten werden gegraveerd en de bladen op kosten van de koloniale kas in 1000 exemplaren werden gedrukt. 
In een Mémoire analytique, eveneens gedrukt in 1000 exemplaren  heeft Von Derfelden zijn selectie uit het bijeengebrachte materiaal verantwoord. 
In 1847 bood Von Derfelden het ministerie van Koloniën aan om de kaart te actualiseren. Op dit aanbod ging men niet in: de voorraad kaarten van de editie 1842 was nog te groot, en men wilde wachten tot er meer informatie voorhanden was om tot een gecorrigeerde versie te komen. Door de cartografische activiteiten aanvankelijk van Pieter Baron Melvill van Carnbee, jr. (1816-1856) en later van W.F. Versteeg werd van een dergelijke versie afgezien.